# Yoshinori Ono
Pour les articles homonymes, voir Ono.
小野義徳
Yoshinori Ono (小野義徳 Ono Yoshinori) est un producteur de jeu vidéo japonais chez Capcom. Il a notamment produit une partie de la série Street Fighter, du 4 au 5. Le 9 août 2020, après 30 ans passés chez Capcom, il décide de quitter la société.

## Travaux
- 2017 : Marvel vs. Capcom: Infinite - Producteur exécutif
- 2016 : Street Fighter V - Producteur exécutif
- 2012 : Street Fighter X Tekken - Producteur exécutif
- 2011 : Super Street Fighter IV: Arcade Edition - Producteur exécutif
- 2010 : Super Street Fighter IV - Producteur exécutif
- 2008 : Street Fighter IV - Producteur exécutif
- 2008 : Onimusha: Dawn of Dreams - Producteur
- 2004 : Capcom Fighting Evolution - Producteur[2]
- 2003 : Chaos Legion - Producteur